# Estahban
Estahban (en persan : استهبان) est une ville de la province du Fars en Iran, chef-lieu du département du même nom.
La ville s'est appelée Estahbanat (en persan : اصطهبانات) jusque dans les années 1970.
Le département est très fertile et produit des céréales, du coton, du tabac et des fruits.

## Personnalités
- Jamshid Amouzegar
- Nezameddin Faghih
- Mohammad Bagher chahid Rabeaa